# Miguel Lloyd
Miguel Starling Lloyd Troncoso (nacido en La Romana, República Dominicana, el 23 de octubre de 1982) es un futbolista profesional dominicano, se desempeña en el terreno de juego como guardameta, y su actual equipo es el Cibao FC de la Liga Dominicana de Fútbol.

## Trayectoria
Miguel Lloyd, en el Árabe Unido se convirtió en el extranjero con más títulos en el balompié nacional, en total 4 campeonatos de Liga Panameña de Fútbol. Era uno de los referentes del equipo y uno de los más queridos por la afición colonense.

## Selección nacional
Es internacional absoluto con la Selección de fútbol de República Dominicana desde 2004.

## Clubes
| Club                 | País                 | Año               |
| -------------------- | -------------------- | ----------------- |
| CA San Cristóbal     | República Dominicana | 2003 - 2004       |
| Talleres de Córdoba  | Argentina            | 2005              |
| Racing de Avellaneda | Argentina            | 2005 - 2006       |
| Barcelona Atlético   | República Dominicana | 2006 - 2008       |
| W Connection         | Trinidad y Tobago    | 2008 - 2012       |
| Árabe Unido          | Panamá               | 2012 - 2018       |
| Cibao FC             | República Dominicana | 2019 - Actualidad |

## Estadísticas
| Club                 | Div.              | Temporada         | Liga  | Liga  | Copa Nacional | Copa Nacional | Copa Internacional | Copa Internacional | Total | Total |
| Club                 | Div.              | Temporada         | Part. | Goles | Part.         | Goles         | Part.              | Goles              | Part. | Goles |
| -------------------- | ----------------- | ----------------- | ----- | ----- | ------------- | ------------- | ------------------ | ------------------ | ----- | ----- |
| Árabe Unido · Panamá | 1.ª               | 2012/13           | 36    | 0     | —             | —             | —                  | —                  | 36    | 0     |
| Árabe Unido · Panamá | 1.ª               | 2013/14           | 27    | 0     | —             | —             | 5                  | 0                  | 32    | 0     |
| Árabe Unido · Panamá | 1.ª               | 2014/15           | 32    | 0     | —             | —             | —                  | —                  | 32    | 0     |
| Árabe Unido · Panamá | 1.ª               | 2015/16           | 40    | 0     | —             | —             | 4                  | 0                  | 44    | 0     |
| Árabe Unido · Panamá | 1.ª               | 2016/17           | 39    | 0     | 0             | 0             | 6                  | 0                  | 45    | 0     |
| Árabe Unido · Panamá | 1.ª               | 2017/18           | 35    | 0     | —             | —             | 6                  | 0                  | 41    | 0     |
| Árabe Unido · Panamá | 1.ª               | 2018/19           | 15    | 0     | —             | —             | 6                  | 0                  | 21    | 0     |
| Total Árabe Unido    | Total Árabe Unido | Total Árabe Unido | 224   | 0     | 0             | 0             | 27                 | 0                  | 251   | 0     |

## Palmarés
| Título                              | Club         | País                 | Año  |
| ----------------------------------- | ------------ | -------------------- | ---- |
| Campeonato de Clubes de la CFU 2009 | W Connection | Trinidad y Tobago    | 2009 |
| TT Pro League 2011-12               | W Connection | Trinidad y Tobago    | 2012 |
| LPF Apertura 2012                   | Árabe Unido  | Panamá               | 2012 |
| LPF Clausura 2015                   | Árabe Unido  | Panamá               | 2015 |
| LPF Clausura 2015                   | Árabe Unido  | Panamá               | 2015 |
| LPF Apertura 2016                   | Árabe Unido  | Panamá               | 2016 |
| Liga Dominicana de Fútbol 2021      | Cibao FC     | República Dominicana | 2021 |
| Liga Dominicana de Fútbol 2022      | Cibao FC     | República Dominicana | 2022 |
| Liga Dominicana de Fútbol 2023      | Cibao FC     | República Dominicana | 2023 |
| Liga Dominicana de Fútbol 2024      | Cibao FC     | República Dominicana | 2024 |
| Copa Dominicana de Fútbol 2025      | Cibao FC     | República Dominicana | 2025 |